# Зузанув (Мазовецьке воєводство)
Зузанув (пол. Zuzanów) — село в Польщі, у гміні Собене-Єзьори Отвоцького повіту Мазовецького воєводства.
Населення — 51 особа (2011).
У 1975-1998 роках село належало до Седлецького воєводства.

## Демографія
Демографічна структура станом на 31 березня 2011 року:
|          | Загалом | Допрацездатний вік | Працездатний вік | Постпрацездатний вік |
| -------- | ------- | ------------------ | ---------------- | -------------------- |
| Чоловіки | 24      | 2                  | 11               | 11                   |
| Жінки    | 27      | 3                  | 11               | 13                   |
| Разом    | 51      | 5                  | 22               | 24                   |